# الکساندر پیلر
الکساندر پیلر (انگلیسی: Alexander Piller؛ زادهٔ ۱۲ ژوئیهٔ ۱۹۹۳) بازیکن فوتبال اهل آلمان است.
از باشگاه‌هایی که در آن بازی کرده‌است می‌توان به باشگاه فوتبال گروتر فورث اشاره کرد.